# صاقورية بدائية
صاقورية بدائية (الاسم العلمي:Calvatia primitiva) هي نوع من الفطريات يتبع جنس الصاقورية من الفصيلة الغاريقونية.